# Anaphorura lavadoi
 (septembre 2019).
Genre
Espèce
Synonymes
- Tullbergia lavadoi Izarra, 1972

Anaphorura lavadoi, unique représentant du genre Anaphorura, est une espèce de collemboles de la famille des Tullbergiidae.

## Distribution
Cette espèce est endémique de la province de Río Negro en Argentine.

## Publication originale
- Izarra, 1972 : Sobre un nuevo subgenero de Tullbergia, de Viedma, Provincia de Rio Negro (Collembola, Onychirudrae). Physis Buenos Aires, vol. 31, no 83, p. 347-549.